# سانسور در فنلاند
سانسور در فنلاند (انگلیسی: Censorship in Finland) به سیاست‌های دولت در کنترل و تنظیم اطلاعات خاص اشاره دارد.

## تاریخچه
در سال ۱۶۸۶ دفتر سانسور کتابها، که برای نظارت بر ادبیات وارد شده و منتشر شده در فنلاند بود، تأسیس شد. ناشران مجبور به تأیید برای کتاب‌های خود شدند.
در قرن نوزدهم، سانسورها به مطبوعات هجوم آوردند. چند روزنامه پس از انتشار توقیف شد.
در سال ۱۸۲۹، یک قانون در مورد سانسور ایجاد شد که به شدت سانسور را افزایش داد. این قانون تا سال ۱۸۶۵ به اجرا گذاشته می‌شد. کمیته‌ای برای مراقبت از آن آماده شد؛ که مسئول این کمیته معاون دانشگاه بود.

## مکان‌ها
در طول جنگ جهانی اول سانسور روسیه در شهرهای زیر انجام می‌شد: هلسینکی، تورنیو، کووپیو، واسا، پاری، تامپیر، تورکو، روما، اوولو و ویپیوری.
در دوران روانسینگ در فنلاند، چند روزنامه فنلاند از چاپ خارج شد.
در طول جنگ جهانی دوم یک سازمان دولتی برای مدیریت سانسور تأسیس شد.

## بعد از جنگ جهانی دوم
پس از جنگ جهانی دوم، تعدادی از کتاب‌ها به دلیل فشار شوروی از کتابخانه‌های عمومی خارج شدند. این ممنوعیت عمدتاً پیش از جنگ و تبلیغات زمان جنگ بود که به عنوان ضد شوروی در نظر گرفته می‌شدند، اما این کتاب‌ها در بازار دست‌دوم در بازار آزاد باقی ماندند. در سال ۱۹۵۸، خاطرات انجمن کمونیستی وزارت کشور و وزارت امور داخله پس از انتشار به درخواست اتحاد جماهیر شوروی سوسیالیستی توقیف و جمع‌آوری شدند. این کتاب در سال ۱۹۹۱ دوباره منتشر شد.
در طی دوره استقلال فنلاند، ناشران عمده فنلاند تمایل به اجتناب از کتاب‌هایی داشتند که تصور می‌کردند در معرض ناخرسندی شوروی قرار گیرد. برای مثال، اولین جلد ترجمه فنلاندی در مجمع‌الجزایر گولاگ (Gulag) در سوئد منتشر شد و دو جلد بعدی آن توسط یک ناشر کوچک فنلاندی به چاپ رسید.

## مطبوعات
مطبوعات فنلاند در حال حاضر از آزادی گسترده‌ای برخوردار هستند. شاخص سالانه آزادی مطبوعات گزارشگران بدون‌مرز فنلاند را به عنوان کشور با آزادترین مطبوعات به مدت شش سال در مقام اول بین سال‌های ۲۰۱۰ و ۲۰۱۶ به ثبت رسانده است. در سال ۲۰۱۷، فنلاند به دنبال رویدادی به نام سیپیلاگیت (Sipilagate) نامیده شد، به مکان سوم سقوط کرد: نخست‌وزیر جوها سیپیلا (Juha Sipila)، تلویزیون ملی را هنگامی که تعارض منافع مربوط به او را پوشش داده بود، تحت فشار قرار داده بود. کریستوف دلویر (Christophe Deloire) دبیرکل سازمان ملل، از باخت فنلاند به‌عنوان مهم‌ترین توسعه در آزادی مطبوعات که در آن سال توسط شاخص مورد بررسی قرار گرفت، اشاره کرد.